# Église Notre-Dame d'Argenteuil
De Église Notre-Dame d'Argenteuil of Église de fer (IJzeren kerk) was een kerk in Ohain in de Belgische provincie Waals-Brabant. De kerk stond in het noorden van Ohain, tegen de gemeentegrens met Waterloo en het domein van het kasteel van Argenteuil. De kerk dateerde uit het midden van de 19de eeuw, maar werd weer gesloopt in 1941.

## Geschiedenis
Uit dankbaarheid voor de genezing van hun dochter, besloten rond 1850 de graaf en gravin Ferdinand-Philippe de Meeûs een kerk en school op te richten op de helling tegenover het kasteel van Argenteuil, waar ze woonden. De plannen werden gemaakt door architect Jean-Pierre Cluysenaer, en wegens ziekte verder gezet door architect Raymond Carlier. Het ging om een neogotische kerk, opgetrokken in ijzer en gietijzer met traditionele bakstenen. Het gebouw werd opgetrokken tussen 1854 en 1862. De kerk had een middenschip en twee zijbeuken onder een dak en een geveltoren van 54 meter hoog. Glasramen waren van Jean-Baptiste Capronnier.
De inwijding op 29 september 1861 werd geleid door Mgr. Xavier de Mérode. Herdenkingsmedailles werden uitgedeeld aan de aanwezigen en aan de kinderen van de nabijgelegen school (de latere École Saint-Ferdinand) door Anne-Marie Meeûs, de weduwe van Ferdindand graaf de Meeûs, die in april dat jaar was overleden, en haar kinderen.
Het gebruik van ijzer gaf de kerk faam, maar leidde ook tot haar ondergang. De kerk kende stabiliteitsproblemen en had last van roest. Uiteindelijk werd in 1941 de kerk afgebroken en door de Aalmoezeniers van de Arbeid in 1942 vervangen door een kleinere bakstenen kerk. De crypte waar Ferdinand graaf de Meeûs, zijn echtgenote Anna, en verschillende van hun nakomelingen rusten, werd behouden.